# Al parecer todo ha sido una trampa
Al parecer todo ha sido una trampa es el séptimo álbum de estudio de la banda argentina de hard rock y rock alternativo Airbag, fue publicado el 15 de octubre de 2021 y editado por sello PopArt Discos. Fue el álbum de la banda que más tardó en publicarse respecto a su disco antecesor, Mentira la verdad, tras 5 años entre un álbum y otro.
La presentación oficial del disco fue el 5, 6 y 7 de noviembre en el Teatro Gran Rex, y pasó por varios puntos del país y otros países. El disco cuenta con la participación especial de Enanitos Verdes en la canción «Volver a casa», convirtiéndose así, en el primer álbum de la banda con músicos invitados, además, cuenta con canciones como «Como un diamante», «Perdido», «Pensamientos», etc.
La portada del álbum es el Ángel de la Independencia, estatua situada en la Ciudad de México, que representa la libertad, que se cuenta a lo largo del disco, que también cuenta con un concepto mitológico a lo largo de sus 17 canciones (según declaraciones de la banda), tal así se muestra en canciones como «Intoxicarme», «Jinetes cromados», «Mila, Saturno y el río», «Cuchillos guantanamera», etc. Además, fue grabado en tres sesiones distintas entre 2018 y 2021, cambiando varias veces el rumbo del álbum en el medio.

## Historia
Después de la gira del exitoso Mentira la verdad, a mediados del 2018, la banda se mete al estudio a grabar nuevas canciones. En septiembre publican Como un diamante como sencillo adelanto de su próximo disco y lo presentan en vivo en el Teatro Vorterix. En noviembre se publica un nuevo adelanto llamado Así de fácil, despidiendo el año con dos fechas en el Teatro Vorterix. En 2019 después de una gira, vuelven al estudio para seguir grabando. En septiembre lanzan Über Puber, y al mes siguiente Perdido. En octubre telonean a Muse en el Hipódromo de Palermo frente a más de 12.000 personas.  En 2020 empiezan fuerte el año al presentarse en el escenario principal del "Cosquín Rock" de Córdoba y son invitados a tocar en varios festivales como Lollapalooza Argentina, Asunciónico de Paraguay, Cosquín Rock España. Con el nuevo álbum a punto de ser lanzado, la pandemia mundial de COVID-19 retrasó los planes. Ese mismo mes ellos empiezan con una sección de lives en Youtube y Twitch llamado «Airbag Live Show» y mientras dura la cuarentena siguen grabando y componiendo. En septiembre realizan su primer show por streaming desde el Teatro Vorterix con el estreno de una nueva canción adelanto titulada Mila, Saturno y el Río. En 2021 en mayo publican como sencillo un cover de La balada del diablo y la muerte de la banda argentina La Renga como conmemoración de los 25 años del disco Despedazado por mil partes de 1996 de la banda.
Finalmente el álbum es publicado el 15 de octubre, junto con los sencillos Intoxicarme (en septiembre) y Pensamientos (en octubre) y recibiendo una buena repercusión por parte de la crítica y de los fans. La presentación oficial fue el 5, 6 y 7 de noviembre en el Teatro Gran Rex y cierran el año en el Estadio Obras el 11 de diciembre, con una gira por el exterior en 2022.

## Lista de canciones
- Todas las canciones compuestas por Patricio Sardelli, Guido Sardelli y Gastón Sardelli.

| N.º      | Título                                | Duración |  |
| 1.       | «Intoxicarme»                         | 3:01     |  |
| 2.       | «Pensamientos»                        | 3:53     |  |
| 3.       | «Kamikaze»                            | 2:21     |  |
| 4.       | «Ganas de verte»                      | 3:03     |  |
| 5.       | «Jinetes cromados»                    | 3:03     |  |
| 6.       | «Va a ser difícil olvidar»            | 3:53     |  |
| 7.       | «Cuchillos Guantanamera»              | 4:12     |  |
| 8.       | «Campos Elíseos»                      | 4:36     |  |
| 9.       | «Mamba negra»                         | 3:24     |  |
| 10.      | «Motor enfermo (Frankenstein)»        | 4:39     |  |
| 11.      | «Al parecer todo ha sido una trampa»  | 4:36     |  |
| 12.      | «Volver a casa» (ft. Enanitos Verdes) | 3:03     |  |
| 13.      | «Perdido»                             | 4:07     |  |
| 14.      | «Como un diamante»                    | 3:02     |  |
| 15.      | «Mila, Saturno y el Río»              | 4:12     |  |
| 16.      | «Über püber»                          | 2:59     |  |
| 17.      | «Así de fácil»                        | 3:47     |  |
| 01:01:47 |                                       |          |  |

## Sencillos
- «Como un diamante» (2018)
- «Así de fácil» (2018)
- «Über püber» (2019)
- «Perdido» (2019)
- «Mila, Saturno y el río» (2020)
- «Intoxicarme» (2021)
- «Pensamientos» (2021)
- «Volver a casa» [ft. Enanitos Verdes] (2022)

## Ficha técnica
- Patricio Sardelli: Voz, guitarras, piano y orquestación.
- Guido Armido Sardelli: Voz, baterías, sintetizadores, guitarras y percusión.
- Gastón Sardelli: Bajo, coros y programación.

Invitados
- Marcelo Cantero y Felipe Staiti (de Enanitos Verdes): Voz y guitarra respectivamente en «Volver a casa».

Personal adicional
- Airbag: Producción, grabación y mezcla.
- Alberto Moles, Esteban Costo y Roberto Costa: Producción ejecutiva.

Todos los arreglos musicales, composición y autoría por Airbag.